# Dion Esajas
Dion Esajas (* 7. November 1980 in Amsterdam, Niederlande) ist ein niederländischer Fußballspieler.

## Karriere
Esajas begann seine fußballerische Laufbahn in der Jugend von DWS Amsterdam. Der Mittelstürmer spielte von 1997 bis 2001 beim HFC Haarlem, zuletzt in der zweiten niederländischen Liga. Von 2001 bis 2004 war er beim FC Volendam unter Vertrag, mit dem er 2003 in die Eredivisie aufstieg. Nach dem direkten Wiederabstieg des niederländischen Fahrstuhlteams wechselte er zum FC Zwolle. Seit Beginn der Saison 2006/07 steht er beim SC Paderborn 07 in der deutschen 2. Bundesliga unter Vertrag. Bei den Ostwestfalen konnte er sich jedoch nicht durchsetzen und machte nur sechs Spiele als Einwechselspieler (Stand: 8. Mai 2007). Sein Vertrag, der ursprünglich bis 2008 lief, wurde im Mai 2007 zum Saisonende aufgelöst. Er ging danach zurück in die Niederlande, wo er zwei Jahre bei den Quick Boys aus Katwijk aktiv war. 2009 wechselte er innerhalb der Hoofdklasse A zum FC Lisse.
| Personendaten    | Personendaten                   |
| ---------------- | ------------------------------- |
| NAME             | Esajas, Dion                    |
| KURZBESCHREIBUNG | niederländischer Fußballspieler |
| GEBURTSDATUM     | 7. November 1980                |
| GEBURTSORT       | Amsterdam                       |